# George Hitchcock

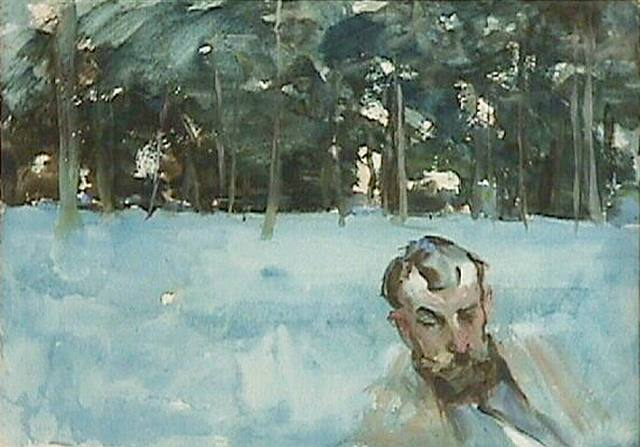
Porträt von George Hitchcock, Ausschnitt eines Aquarells seines Freundes John Singer Sargent, um 1900

George Herbert Hitchcock (* 29. September 1850 in Providence, Rhode Island; † 2. August 1913 auf Marken, Provinz Noord-Holland) war ein US-amerikanischer Maler. Er gilt als Gründer der Egmonder Schule.

## Leben

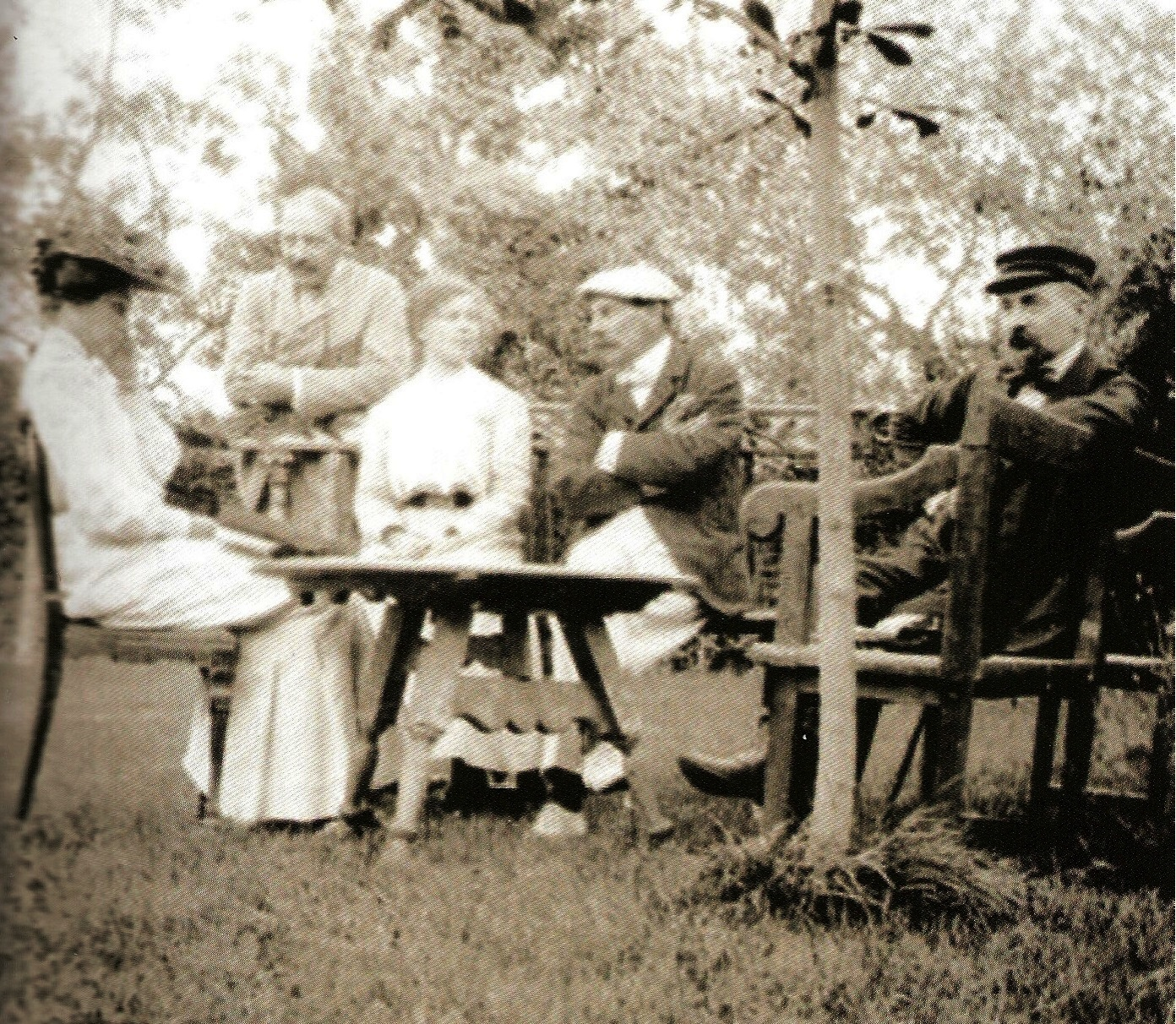
Hitchcock (Zweiter von rechts) und sein Freund Gari Melchers (Erster von rechts) in einem Garten in Egmond, Foto um 1895

Hitchcock war der zweite Sohn des Porträtmalers Charles Hitchcock (1823–1858) und dessen Frau Olivia G. (geborene Cowell, 1828–1865). Zunächst studierte er bis 1872 Rechtswissenschaft an der Brown University seiner Heimatstadt, danach an der Harvard Law School der Harvard University in Cambridge, Massachusetts. Nach dem Studienabschluss im Jahr 1874 arbeitete er einige Zeit als Rechtsanwalt in Providence und New York City. 1877 beschloss er, Kunstmaler zu werden. Er eröffnete ein Atelier in Chicago, scheiterte dort aber bei dem Versuch, vom Verkauf von Aquarellen zu leben. 1879 zog er zunächst nach London, wo er in der Heatherley’s School die Aquarellmalerei vertiefte, dann nach Paris, wo er unter Jules Joseph Lefebvre und Gustave Boulanger die Académie Julian besuchte. 1880 wurde er Schüler von Hendrik Willem Mesdag in Den Haag. 1881 stellte er in der New York Water Color Society aus, 1885 in der National Academy of Design. 1881 heiratete Hitchcock Henrietta (geborene Richardson, später Mrs. Lewis-Hind) und ließ sich mit ihr in einem Haus an den Dünen bei Egmond aan den Hoef (heute Bergen in Nordholland) nieder, wo ab 1884 zeitweise auch sein Freund Gari Melchers wohnte und das Atelier mit Hitchcock teilte. Im Schuljahr 1884 ging er für zwei Monate auf die Kunstakademie Düsseldorf. Dort war Hugo Crola sein Lehrer. Im September 1884 besuchte die Kaiserin Elisabeth von Österreich-Ungarn das Hotel Zeezicht in Egmont und erwarb ein Gemälde von Hitchcock. 1887 fand er im Salon de Paris eine ehrenhafte Erwähnung. Zwischen 1890 und 1900 gewann er auf Ausstellungen in Europa eine Vielzahl von weiteren Auszeichnungen.
1890 gründete er mit Gari Melchers in Egmond die Art Summer School, die bis 1905 bestand. Er gab sie auf, als er sich mit der Schülerin und seiner 1905 angetrauten zweiten Frau, der Britin Cecil Jay (1883–1954), entschloss, dauerhaft in Paris zu leben, wo er zuvor nur die Winter verbracht hatte. Die Schule in Huis Schuylenburgh zog eine Vielzahl von Künstlern an, unter ihnen Karl Anderson, Paulus Adriaan Gildemeester, Heinrich Heimes, Hans Herrmann, Walter MacEwen, Heinrich Petersen-Angeln, Alice Blair Ring, James Jebusa Shannon, Letta Crapo Smith, Fokko Tadama, Thamine Tadama-Groeneveld und Florence Kate Upton. Das entsprechende Künstlermilieu wird als Egmonder Schule (Egmondse School) bzw. als Egmonder Künstlerkolonie bezeichnet. Um 1895 fertigte sein Schüler James Jebusa Shannon dort ein Porträt von Hitchcock in Öl.
Hitchcock starb an einer Herzerkrankung auf seinem Boot im Hafen von Marken im Alter von 62 Jahren. Er war Mitglied der National Academy of Design in New York City (associate, 1909), der Akademie der bildenden Künste Wien, der Münchener Secession und der französischen Ehrenlegion. Außerdem war er Offizier des Franz-Joseph-Ordens.
Hitchcock hatte einen älteren Bruder Charles Hitchcock (* 1848), der als Arzt in New York tätig war und eine jüngere Schwester Amelia Swift Hitchcock (* 1852), die 1884 Herbert Maynard heiratete.

## Werke (Auswahl)

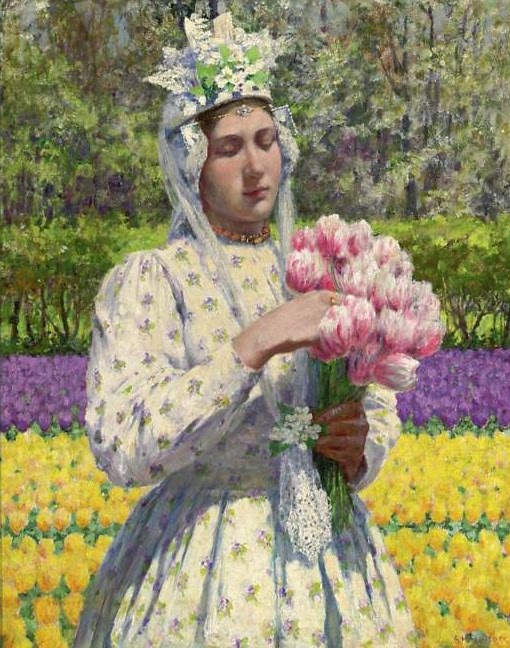
Holländische Braut, um 1890

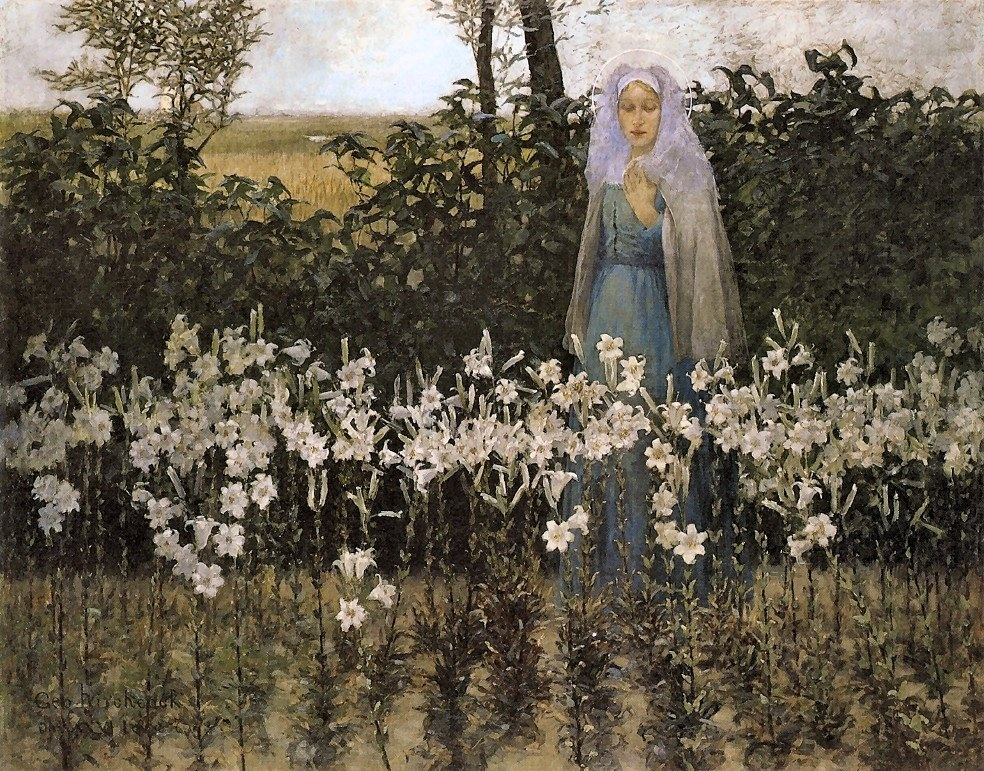
Die Verkündigung, 1892

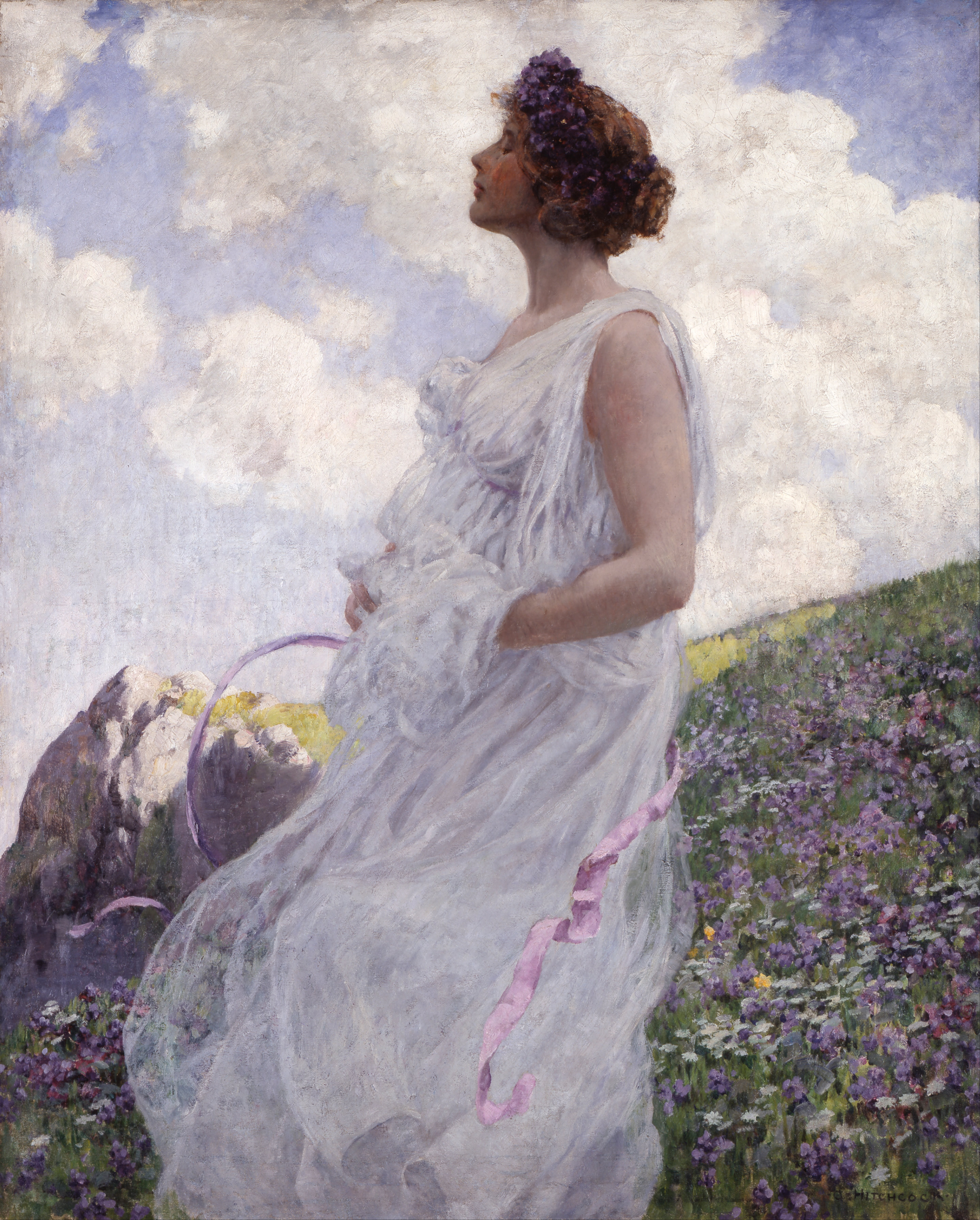
Calypso, um 1906

Hitchcock, den das Licht und die Farben der Nordseeküste angezogen hatten, wurde vor allem durch seine meist farbintensiven Gemälde von Blumenfeldern und Frauengestalten bekannt, die der Kunst des Impressionismus und des Jugendstils zugeordnet werden. Sein Werk fällt in eine Phase verstärkten Interesses des US-amerikanischen Kulturbetriebs für die Geschichte und die Kultur der Niederlande, eine Zeit, die etwa von 1880 bis 1920 datiert und als „Holland mania“ (Holland-Begeisterung) bezeichnet wird. Mit dem Abebben dieses Phänomens gerieten der Künstler und sein Werk zunächst in Vergessenheit. Nachdem die kunsthistorische Forschung den Künstler, sein Werk und deren Kontext Ende der 1990er Jahre erneut beleuchtet hatte, stieg das Interesse wieder stark an. 1999 erwarb Bill Gates ein Werk Hitchcocks in Großbritannien für etwa 600.000 Pfund. 2011 erbrachte der Verkauf eines Gemäldes einen Erlös von rund 1,7 Millionen Dollar.
- Tulpenfeld (Tulip Culture, La Culture des Tulipes), 1885 (oder 1887) ausgestellt im Salon de Paris, dort von Jean-Léon Gérôme als „das beste amerikanische Bild des Jahres“ gelobt
- Blumenfeld (Bloemenveld), um 1890
- Holländische Braut, um 1890
- Mädchen auf dem Kirchgang (Girl on Her Way to Church), um 1891, Brooklyn Museum
- Die Verkündigung (The Annunciation), 1892
- Flucht nach Agypten (Flight to Egypt), 1892, Smithsonian American Art Museum
- Im Frühjahr (In Early Spring), 1895, Grand Rapids Art Museum
- Ostersonntag (Easter Sunday), 1904
- Calypso, um 1906, Indianapolis Museum of Art